# Katedra św. Patroklusa
Katedra św. Patroklusa w Soest – romański kościół katolicki pod wezwaniem św. Patroclusa z Troyes, nazywany „katedrą” (niem. St.-Patrokli-Dom) choć katedrą nie jest. 

## Historia
W 962 roku arcybiskup Kolonii Bruno I sprowadził do Soest relikwie św. Patroklusa a w 965 roku w swoim testamencie zapisał 100 funtów w srebrze na fundację świątyni, obecnej kolegiaty św. Patroclusa.